# 馬滕·孟德茲
A·馬滕·孟德茲（英語：A. Marten Mendez，1916年—1994年），是一位已故墨西哥裔美國男子羽球運動員，在1940年代末期和1950年代初期獲得全國冠軍並代表國家隊。
馬滕·孟德茲以其迅速移位和耐力而聞名。他在1949年、1950年和1952年贏得美國男子單打冠軍，並在1948年和1951年進入決賽。他是1949和1952美國參加湯姆斯盃的代表隊成員。在1952年比賽中，36歲的孟德茲在新加坡的赤道炎熱天氣中贏得了他與印度和馬來亞的四場單打比賽中的三場，僅輸給了黃秉璇。孟德茲於1967年入選美國羽球名人堂。